# Giuseppe Marzari Pencati

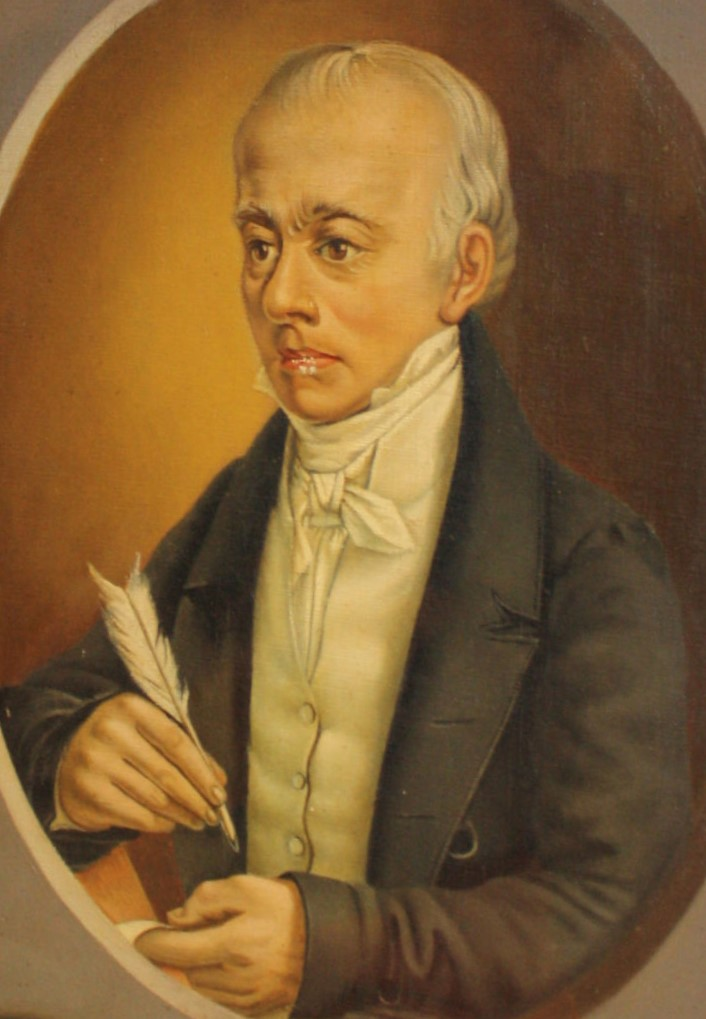
Giuseppe Marzari Pencati

Giuseppe Marzari Pencati (* 22. Juli 1779 in Vicenza; † 30. Juni 1836 ebenda) war ein italienischer Geologe und Botaniker. Sein botanisches Autorenkürzel lautet „Marz.-Penc.“

## Leben
Er entstammte einer im 12. Jahrhundert von Sizilien nach Venetien ausgewanderten Familien, die im 15. Jahrhundert für ihre Verdienste um die Republik Venedig geadelt worden war. Über seine Kindheit und Jugend ist wenig bekannt. Vermutlich besuchte er ab 1789 das Seminar in Padua, eine der besten Schulen Venetiens, in der er eine klassische Ausbildung erhielt. Anschließend besuchter Kurse für Physik und Naturgeschichte an der Akademie für Agrarwissenschaften in Vicenza. Sein Interesse für Naturwissenschaften wurde durch die Besuche zahlreicher Gelehrter in der Villa seines Vaters in Santorso gestärkt. Zu den Gästen zählten Alberto Fortis, Giovanni Battista Brocchi, der später auch zu seinem Freundeskreis gehörte, Alberto Parolini, Nicolò da Rio und Girolamo Festari.
Santorso war Ausgangspunkt für seine botanischen Erkundungen auf dem nördlich angrenzenden Monte Summano. Ende des 18. Jahrhunderts dehnte er seine Erkundungen auf das gesamte Voralpengebiet der Vizentiner Alpen und auf die südlich von Vicenza liegende Hügelkette der Colli Berici aus. 1802 veröffentlichte er sein erstes Werk über die Pflanzenwelt in der Umgebung von Vicenza (Elenco delle piante spontanee osservate nel territorio di Vicenza), dabei ergänzte er, inspiriert von Lamarck, die Beschreibungen mit geographischen und klimatischen Angaben, und machte auch Angaben zum therapeutischen und wirtschaftlichen Nutzen bestimmter Arten. Einen Schwerpunkt seiner Arbeiten lag in der Erforschung neuer Nutzpflanzen, die 1801 mit dem Vorschlag gipfelten, isländisches Moos als Zusatznahrung für die an Unterernährung leidende untere Bevölkerungsschicht Venetiens zu nutzen.
1802 besuchte er in Paris Vorträge und Kurse in Mineralogie, Geologie, Chemie, Zoologie, Paläontologie und vergleichender Anatomie im Athenäum und im Muséum national d’histoire naturelle. Während seines Aufenthalts kam der als talentiert geltende Marzari Pencati in Kontakt mit zahlreichen Gelehrten seiner Zeit, darunter Alexander von Humboldt, Antoine-Laurent de Jussieu, Leopold von Buch, Jean-Claude Delamétherie und Louis Cordier. Er interessierte sich von nun an verstärkt für Geologie und freundete sich mit seinem Professor für Geologie am Muséum national, Barthélemy Faujas de Saint-Fond einem Anhänger des Plutonismus an. Seine Kontakte mit Anhängern des von Abraham Gottlob Werner begründeten Neptunismus ließen ihn nicht von seinem vom Plutonismus beeinflussten Geologieverständnis abbringen.
Im Auftrag Faujas führte er 1804 in der Auvergne und im Vivarais geologische Felduntersuchungen durch, die ihn in seinen Überzeugungen noch bestärkten. Neben seinem neuen Hauptinteresse beschäftigte er sich nebenbei weiterhin mit Botanik. So forschte er beispielsweise über die Dormanz im Jardin des Plantes und im botanischen Garten von Joséphine de Beauharnais, der Ehefrau von Napoleon Bonaparte.
1805 kehrte er nach Italien zurück und forschte im Auftrag von Cordier und Jean-Henri Hassenfratz. Zwei Jahre später wurde er von Eugène de Beauharnais beauftragt mineralogische Erhebungen im Königreich Italien durchzuführen, womit er bis 1811 in den Departements Brenta, Bacchiglione und Serio beschäftigt war.
1808 erfand er den Tachygoniometer, ein neues Instrument zur Messung von Kristallwinkeln, das später ausgezeichnet wurde. 1812 wurde er zum Bergwerksinspekteur ernannt und hielt sich in der Folgezeit des Öfteren im Etschtal, im Val d’Astico, Vallarsa und Valsugana auf. Auch das Ende der napoleonischen Epoche 1814 und die Auflösung seiner Behörde führte nicht zu einer Unterbrechung seiner Arbeiten. Bis zu seiner Ernennung zum General-Bergwerksinspekteur 1818 durch die lombardo-venetianische Regierung bereiste er die Alpen.
Zwischen September 1818 und November 1819 hielt er sich mehrmals in der Etschtaler Vulkanit-Gruppe auf, die er bereits 1806 und 1810 aufgesucht hatte. Dabei hatte er 1810 bei Kollmann im Eisacktal eine Beobachtung gemacht, die von Brocchi aufgegriffen wurde und der damals gängigen Theorie widersprach, da dort älter eingestufte Gesteinsschichten von jüngeren, in diesem Fall Porphyr und Grauwacke, unterlagert waren. Eine Beobachtung, die zunächst auch aufgrund einer fehlenden Veröffentlichung kein weiteres Aufsehen erregte. Dies änderte sich, als er 1819 eine ähnliche Beobachtung bei Predazzo im Fleimstal machte und veröffentlichte. In diesem Fall überlagerte Diorit Sedimentgesteine.
Daraufhin reiste von Buch nach Predazzo, um der Sache nachzugehen, bestätige aber am Ende die Beobachtungen von Marzari Pencati nicht, da er an seinem von Werner beeinflussten Theorienbild der Stratigraphie festhielt und Marzari Pencati vorwarf, oberflächlich und schlampig gearbeitet zu haben.
Durch eine dritte Beobachtung am südlichen Rand des Massivs der Cima d’Asta fühlte sich Marzari Pencati bestätigt und wandte sich daraufhin an Humboldt. Letzterer schlug eine Ortsbegehung vor, die aber aufgrund des kränklichen Zustandes Marzari Pencatis nicht zustande kam. Auf eigene Faust reiste Humboldt im September 1822 nach Predazzo und wurde sich dabei der Bedeutung der Beobachtung Marzari Pencatis bewusst, die die geologischen Theorien der Zeit in Frage stellte. Im Monat darauf trafen sich beide mehrmals und Humboldt erwähnte ihn schließlich im ersten Band seines Werkes Kosmos.
Über die fehlende Resonanz seiner Entdeckung enttäuscht, zog sich Marzari Pencati aus der öffentlichen Debatte zurück und starb zurückgezogen 1836 in Vicenza.